# Michałówka (rejon włodzimierski)
Michałówka – wieś na Ukrainie, w obwodzie wołyńskim, w rejonie włodzimierskim. W 2001 roku liczyła 225 mieszkańców.
W czasie okupacji niemieckiej mieszkająca we wsi polska rodzina Stemporowskich ukrywała Żydów, w tym Szulima Keselmana. Po nich opieką nad Keselmanem zajmował się Ukrainiec Stepan Soroka. Po wojnie Instytut Jad Waszem uhonorował za to tytułami Sprawiedliwych wśród Narodów Świata Juliana i Julię Stemporowskich, ich krewną Leokadię Szalińską oraz Stepana Sorokę.
Do 2020 w rejonie łokackim. 